# Ločki Vrh (Benedikt)
Ločki Vrh je jednou ze 14 vesnic, které tvoří slovinskou občinu Benedikt. Ve vesnici v roce 2002 žilo 85 obyvatel.

## Poloha, popis
Sídlo se rozkládá v jihovýchodní části občiny Benedikt, na vysočině nazývané Slovenske Gorice v nadmořské výšce zhruba 290–300 m. Je to v Podrávském regionu na východě Slovinska. Rozloha obce je 1,38 km2.